# Gradi delle forze armate australiane
Questa pagina riporta i gradi del personale delle forze armate australiane, composte dalla Royal Australian Navy (RAN, la marina), dalla Royal Australian Air Force (RAAF, l'aeronautica) e dall'Australian Army (l'esercito). Queste tre armi hanno adottato la struttura e il disegno dei propri gradi partendo dalle controparti delle forze armate britanniche.
Le seguenti tabelle mostrano la classificazione e l'equivalenza dei gradi per le tre armi come definito in PACMAN, manuale delle retribuzioni e condizioni delle forze armate australiane, 2º volume, 1º capitolo, 4ª parte, pagina 1, paragrafo 1.4.1 e 1.4.2, edito nel febbraio 2008 dal dipartimento della difesa australiano, e dal regolamento nº 8 del regolamento delle forze di difesa datato 1952.

## Ufficiali
Gli ufficiali sono divisi, partendo dai più alti, in "generali" o "ufficiali di bandiera" (General/Flag officers - da OF-10 a OF-6 tranne per l'esercito che arriva a OF-7), "ufficiali veterani" (Senior Officers - da OF-6, ma solo per l'esercito, a OF-3), "ufficiali giovani" (Junior Officers - da OF-2 a OF-1) e "cadetti" (Cadets - l'ultimo grado).
Il grado nella posizione OF-10 può essere conferito solo per motivi onorari e in tempo di guerra; l'OF-9 è riservato al solo capo di stato maggiore della difesa; l'OF-8 al vice capo di stato maggiore della difesa, al capo di stato maggiore delle operazioni congiunte (Chief of Joint Operations), al Chief of the Capability Development Executive e ai capi di stato maggiore delle tre armi.
Per i cappellani militari, ufficiali senza grado ma con corrispondenze per ragioni cerimoniali e celebrative, valgono le seguenti regole:
- OF-6 - I capi delle varie chiese e religioni sono ufficialmente assegnati al comitato consultivo religioso delle forze armate australiane e sono equivalenti a un Brigadier;
- OF-5 - I tre maggiori cappellani rappresentanti le maggiori confessioni cattoliche: chiesa cattolica, anglicanesimo, e protestantesimo. Sono equivalenti al Colonel;
- OF-4/OF-3 - Corrispondenti rispettivamente al Lieutenant Colonel e al Major;
- OF-2 - Corrispondenti al Captain.

 Royal Australian Navy 
| Codice NATO/australiano | OF-10/O-11           | OF-9/O-10 | OF-8/O-9     | OF-7/O-8     | OF-6/O-7  | OF-5/O-6 | OF-4/O-5  | OF-3/O-4             | OF-2/O-3   | OF-1/O-2       | OF-1/O-1              | -          |
| ----------------------- | -------------------- | --------- | ------------ | ------------ | --------- | -------- | --------- | -------------------- | ---------- | -------------- | --------------------- | ---------- |
| Insegna di grado        | insegna non prevista |           |              |              |           |          |           |                      |            |                |                       |            |
| Grado                   | Admiral of the Fleet | Admiral   | Vice Admiral | Rear Admiral | Commodore | Captain  | Commander | Lieutenant Commander | Lieutenant | Sub Lieutenant | Acting Sub Lieutenant | Midshipman |
| Abbreviazione           | ADML of the Fleet    | ADML      | VADM         | RADM         | CDRE      | CAPT     | CMDR      | LCDR                 | LEUT       | SBLT           | ASLT                  | MIDN       |

 Australian Army 
Le insegne indossate dagli ufficiali dell'esercito australiano includono tre simboli che sono usati anche nell'esercito britannico:
- la stella, conosciuta anche con il nome di pip, deriva dall'Ordine del Bagno;
- la corona usata una volta (dal 1910 al 1953) era la corona imperiale di stato, dall'incoronazione di Elisabetta II si usa invece la corona di sant'Edoardo;
- le spade incrociate e il bastone di comando sono in uso nell'esercito inglese dal 1800 circa.

| Codice NATO/australiano | OF-10/O-11           | OF-9/O-10 | OF-8/O-9           | OF-7/O-8      | OF-6/O-7  | OF-5/O-6 | OF-4/O-5           | OF-3/O-4 | OF-2/O-3 | OF-1/O-2   | OF-1/O-1          | -             |
| ----------------------- | -------------------- | --------- | ------------------ | ------------- | --------- | -------- | ------------------ | -------- | -------- | ---------- | ----------------- | ------------- |
| Insegna di grado        | insegna non prevista |           |                    |               |           |          |                    |          |          |            |                   |               |
| Grado                   | Field Marshal        | General   | Lieutenant General | Major General | Brigadier | Colonel  | Lieutenant Colonel | Major    | Captain  | Lieutenant | Second Lieutenant | Officer Cadet |
| Abbreviazione           | FM                   | GEN       | LTGEN              | MAJGEN        | BRIG      | COL      | LTCOL              | MAJ      | CAPT     | LT         | 2LT               | OCDT          |

 Royal Australian Air Force 
La Royal Australian Air Force mutua i suoi gradi da quelli della Royal Air Force. Diversamente da questa però, la RAAF usa abbreviazioni maiuscole e senza spazi (ad esempio PLTOFF, non Plt Off; la RAAF inoltre non ha i gradi di Senior Aircraftman, Junior Technician, Chief Technician e Master Aircrew.
I simboli sono molto simili a quelli della RAAF, con l'eccezione del Leading Aircraftman/Woman che ha un gallone. I gradi vengono indossati sulle spalle, ma nelle divise da cerimonia sono applicati sulle maniche (nella parte bassa per gli ufficiali, nella parte alta per sottufficiali e truppa). La parola "AUSTRALIA" è disegnata immediatamente sotto il grado.
Il grado di Air Marshal è riservato al capo di stato maggiore della RAAF. Se il capo dello stato maggiore della difesa è un membro della RAAF, questo ha il grado di Air Chief Marshal. Marshal of the Royal Australian Air Force è un grado puramente onorario ed è ricoperto attualmente da Filippo di Edimburgo.
| Codice NATO/australiano | OF-10/O-11                                | OF-9/O-10         | OF-8/O-9    | OF-7/O-8         | OF-6/O-7      | OF-5/O-6      | OF-4/O-5       | OF-3/O-4        | OF-2/O-3          | OF-1/O-2       | OF-1/O-1      | -             |
| ----------------------- | ----------------------------------------- | ----------------- | ----------- | ---------------- | ------------- | ------------- | -------------- | --------------- | ----------------- | -------------- | ------------- | ------------- |
| Insegna di grado        |                                           |                   |             |                  |               |               |                |                 |                   |                |               |               |
| Grado                   | Marshal of the Royal Australian Air Force | Air Chief Marshal | Air Marshal | Air Vice Marshal | Air Commodore | Group Captain | Wing Commander | Squadron Leader | Flight Lieutenant | Flying Officer | Pilot Officer | Officer Cadet |
| Abbreviazione           | MRAAF                                     | ACM               | AIRMSHL     | AVM              | AIRCDRE       | GPCAPT        | WGCDR          | SQNLDR          | FLTLT             | FLGOFF         | PLTOFF        | OFFCDT        |

## Sottufficiali
I sottufficiali sono ripartiti, partendo dai più alti, in Warrant Officers (OR-9 e, solo per l'esercito, anche OR-8), "sottufficiali veterani" (Senior Non-commissioned Officers - da OR-8, tranne che per l'esercito che parte da OR-7, a OR-6) e "sottufficiali giovani" (Junior Non-commissioned Officers - OR-4 e, solo per l'esercito, anche OR-3).
 Royal Australian Navy 
| Codice NATO/australiano | OR-9/E-9                    | OR-9/E-9        | OR-8/E-8            | OR-7/E-7                       | OR-6/E-6      | OR-4/E-5       | OR-3/E-4                       |
| ----------------------- | --------------------------- | --------------- | ------------------- | ------------------------------ | ------------- | -------------- | ------------------------------ |
| Insegna di grado        |                             |                 |                     | grado equivalente non previsto |               |                | grado equivalente non previsto |
| Grado                   | Warrant Officer of the Navy | Warrant Officer | Chief Petty Officer |                                | Petty Officer | Leading Seaman |                                |
| Abbreviazione           | WO of the Navy              | WO              | CPO                 |                                | PO            | LS             |                                |

 Australian Army 
Il Warrant Officer (Regimental Sergeant Major of the Army) non è un grado vero e proprio grado ma piuttosto una carica. Lo stesso dicasi per l'Academy Sergeant Major (ogni tre o quattro anni un Warrant Officer Class 1, a rotazione con la marina e l'aeronautica, riceve questa nomina per servire alla Australian Defence Force Academy). Oltre a ciò esistono anche altre nomine:
- Regimental Sergeant Major (RSM) - il Warrant Officer Class 1 più anziano in un reggimento o battaglione. Conserva tale denominazione anche in un battaglione;
- Company/Squadron Sergeant Major (CSM/SSM) - il Warrant Officer Class 2 più anziano in una compagnia o squadrone.
- Artificer Sergeant Major (ASM) - il Warrant Officer Class 1 o Class 2 più anziano in un reparto di Royal Australian Electrical and Mechanical Engineers.

| Codice NATO/australiano | OR-9/E-9                                                | OR-9/E-9                | OR-8/E-8                | OR-7/E-7       | OR-6/E-6 | OR-4/E-5            | OR-3/E-4                        |
| ----------------------- | ------------------------------------------------------- | ----------------------- | ----------------------- | -------------- | -------- | ------------------- | ------------------------------- |
| Insegna di grado        |                                                         |                         |                         |                |          |                     |                                 |
| Grado                   | Warrant Officer (Regimental Sergeant Major of the Army) | Warrant Officer Class 1 | Warrant Officer Class 2 | Staff Sergeant | Sergeant | Corporal/Bombardier | Lance Corporal/Lance Bombardier |
| Abbreviazione           | WO appointed RSM-A                                      | WO1                     | WO2                     | SSGT           | SGT      | CPL/BDR             | LCPL/LBDR                       |

 Royal Australian Air Force 
| Codice NATO/australiano | OR-9/E-9                         | OR-9/E-9        | OR-8/E-8        | OR-7/E-7                       | OR-6/E-6 | OR-4/E-5 | OR-3/E-4                       |
| ----------------------- | -------------------------------- | --------------- | --------------- | ------------------------------ | -------- | -------- | ------------------------------ |
| Insegna di grado        |                                  |                 |                 | grado equivalente non previsto |          |          | grado equivalente non previsto |
| Grado                   | Warrant Officer of the Air Force | Warrant Officer | Flight Sergeant |                                | Sergeant | Corporal |                                |
| Abbreviazione           | WOFF-AF                          | WOFF            | FSGT            |                                | SGT      | CPL      |                                |

## Truppa
Il Private Proficient dell'esercito non è un grado indipendente; è una condizione a cui si viene promossi automaticamente, con aumento di stipendio, dopo 12 mesi di servizio in qualità di Private. Lo stesso vale per il Seaman con Able Seaman e per Aircraftman/Women con Leading Aircraftman/Women.
 Royal Australian Navy 
| Codice NATO/australiano | OR-3/E-3    | OR-2/E-2 |
| ----------------------- | ----------- | -------- |
| Insegna di grado        |             |          |
| Grado                   | Able Seaman | Seaman   |
| Abbreviazione           | AB          | SMN      |

 Australian Army 
Il Private è un termine generico soggetto a variazioni a seconda della specializzazione del soldato:
- Musician - musicista dell'Australian Army Band Corps
- Signalman - addetto alle comunicazioni nel Royal Australian Corps of Signals
- Gunner - artigliere della Royal Australian Artillery
- Trooper - soldato delle unità corazzate (Royal Australian Armoured Corps), dell'aviazione (Australian Army Aviation) e delle forze speciali (Australian Special Air Service Regiment)
- Sapper - geniere dei Royal Australian Engineers
- Craftsman - meccanico del Royal Australian Electrical and Mechanical Engineers

| Codice NATO/australiano | OR-3/E-3             | OR-2/E-2             |
| ----------------------- | -------------------- | -------------------- |
| Insegna di grado        | insegna non prevista | insegna non prevista |
| Grado                   | Private Proficient   | Private              |
| Abbreviazione           | PTE(P)               | PTE                  |

 Royal Australian Air Force 
| Codice NATO/australiano | OR-3/E-3                  | OR-2/E-2          |
| ----------------------- | ------------------------- | ----------------- |
| Insegna di grado        |                           |                   |
| Grado                   | Leading Aircraftman/Woman | Aircraftman/Woman |
| Abbreviazione           | LAC/LAW                   | AC/AW             |